# Vertrag von Fredrikshamn
Der Vertrag von Fredrikshamn (schwedisch Freden i Fredrikshamn, finnisch Haminan rauha) beendete den Russisch-Schwedischen Krieg zwischen Russland und Schweden. Er wurde am 17. September 1809 in Fredrikshamn (finnisch Hamina) geschlossen.
Schweden trat Finnland, die Ålandinseln sowie die östlich der Flüsse Torne älv und Muonio älv gelegenen Teile von Lappland und Västerbotten an Russland ab, das aus diesen Gebieten das autonome Großfürstentum Finnland mit eigener Verwaltung unter der Herrschaft des russischen Zaren bildete. Ein Kuriosum des Vertrags ist die Teilung der nur 0,03 km² großen Insel Märket, die bis heute Bestand hat.
Der Vertrag von Fredrikshamn ist im Deutschen auch unter den Bezeichnungen Friede von Fredrikshamn und Vertrag von Hamina bekannt.